# Marko Đalović
Marko Đalović (in serbo Марко Ђaлoвић?; Kragujevac, 19 maggio 1986) è un ex calciatore serbo, di ruolo centrocampista.

## Carriera
Ha giocato nella massima serie dei campionati serbo, ceco e kazako.